# Evelyn Butler Tilden
Evelyn Butler Tilden   (Lawrence, 1891 - 1983) va ser una microbiòloga nord-americana que va investigar els hidrats de carboni i els bacteris presents a la saliva humana als Instituts Nacionals de Salut dels Estats Units i a la Northwestern University Dental School. Més endavant va exercir com a cap de laboratoris al Brookfield Zoo.

## Biografia
Tilden va néixer el 28 de març de 1891 a Lawrence, Massachusetts, filla d'Harriette (de soltera Butler) i Howard Benjamin Tilden. Va completar el nivell de Bachelor of Arts a la Universitat de Brown el 1913. Mentre treballava amb Hideyo Noguchi a l'Institut Rockefeller d'Investigació Mèdica com a editora, es va convertir ràpidament en tècnica de laboratori i va desenvolupar una tècnica de tinció per al diagnòstic rutinari de la sífilis l'any 1922. Tilden va treballar amb Noguchi en el tracoma, trobant que el bacteri Echinococcus granulosus encara tenia una potent capacitat d'infecció després d'un any o més de latència. Quan Noguchi va morir el 1928, Tilden va ajudar a acabar el seu treball demostrant que la Febre d'Oroya i la Berruga peruana són la mateixa malaltia. Mentre s'estava al laboratori de Noguchi, va obtenir un Master of Science (1926) i un doctorat. (1929) per la Universitat de Colúmbia. La seva tesi, en coautoria amb Edgar G. Miller Jr., es titulava La resposta del mico (Macacus rhesus) a la retirada de la vitamina A de la dieta. Va ser assistent en bacteriologia i immunologia de 1928 a 1931 a la Roosevelt University. Tilden era membre de les organitzacions de dones científiques Sigma Xi i Sigma Delta Epsilon.

## Carrera
Tilden va ensenyar a la Universitat Estatal de Colorado entre 1931 i 1932 com a professora ajudant. Va ser investigadora associada de 1932 a 1937 al departament de recerca bacteriologia de la Northwestern University Medical School. Tilden es va unir a la divisió de química del NIH com a microbiòloga el 1937, descobrint com preparar sucres rars a partir d'alvocats per a la investigació dels hidrats de carboni. El 1942, es va incorporar al departament de microbiologia de la Northwestern University Dental School com a professora associada fins al 1948, quan va ser promoguda al càrrec de professora titular. Tilden va exercir-hi com a presidenta de 1942 a 1954. Va ser finançada pel NIH per treballar sobre bacteris a la saliva. El 1948, Tilden va publicar el llibre Outline of Bacteriology.
De 1954 a 1963, Tilden va ser conservadora dels laboratoris del Brookfield Zoo i de l’⁣hospital d'animals on va romandre com a emèrita després de la seva jubilació. Al zoològic, Tilden va continuar la seva investigació microbiològica i va descobrir una cura per a la malaltia fúngica en pingüins en captivitat.
Tilden va ser membre de la Societat Americana de Microbiologia. Va morir el 1983.